# Stephen Baxter
Stephen Baxter (13 de noviembre de 1957) es un escritor de ciencia ficción nacido en Liverpool (Reino Unido).

## Biografía
Baxter es licenciado en matemáticas por la Universidad de Cambridge e ingeniería por la de Southampton. Ha trabajado como profesor de matemáticas y física, y varios años en tecnologías de la información. En 1991 intentó ser astronauta, pero no pasó las pruebas en una etapa temprana. En 1995 se dedicó a tiempo completo a la escritura.

## Carrera literaria
Baxter llevaba 15 años intentando publicar sin éxito cuando su relato The Xeelee Flower apareció en 1987 en la revista Interzone. Este relato marca además la primera aparición de los Xeelee, la raza alienígena alrededor de la cual gira la serie de los Xeelee (the Xeelee Sequence en el original en inglés) que abarca buena parte de su producción literaria inicial. Otras obras que forman parte de esta serie son Raft (1991) ―basada en un relato publicado en Interzone en 1989―, Timelike Infinity (1992), Flux (1993), Ring (1994) y la colección de relatos Vacuum Diagrams: Stories of the Xeelee Sequence (1997). Esta última recopila buena parte de su ficción breve sobre los Xeelee, y su edición estadounidense en formato de bolsillo recibió el premio Philip K. Dick en 1999.
Como autor de ciencia ficción se le cataloga dentro de la ciencia ficción dura, y ha sido considerado el sucesor de la figura de Arthur C. Clarke, con el que incluso ha participado en la escritura de la novela Luz de otros días.
Baxter ha sido mencionado con frecuencia como uno de los principales ejemplos del resurgir tanto de la ciencia ficción dura como de la ópera espacial a comienzos del siglo XXI, y obras suyas aparecen en las antologías The Hard SF Renaissance (2002) y The Space Opera Renaissance (2006).
Gran parte de su producción, como el ciclo de los Xeelee aún está inédita en español, centrándose las traducciones a sus dos novelas steampunk, como son Antihielo y Las naves del tiempo, homenajes a Jules Verne y H. G. Wells respectivamente.
Baxter ha ganado diversos premios entre los que destacan el John W. Campbell Memorial de 1996 por Las naves del tiempo y varias nominaciones a los Hugo y los Nébula

## Obra
- Antihielo (1993)
- Las naves del tiempo (1995)
- Luz de otros días (2000) con Arthur C. Clarke
- Evolución (2002)
- Inundación (2008) ISBN 978-0575080584 (en su versión en inglés)
- Arca (2009) ISBN 978-0575080577 (en su versión en inglés)
- Proxima (2013) ISBN 978-0575116832 (en su versión en inglés)
- The Massacre of Mankind (2017) ISBN 978-1473205093 (en su versión en inglés)
- La Tierra Larga, junto a Terry Pratchett. Publicada entre los años 2012 y 2018, consta de los libros: La Tierra Larga, La Guerra Larga, El Marte Largo, La Utopía Larga y El Cosmos Largo.